# Guvernul Ion Ghica (1)

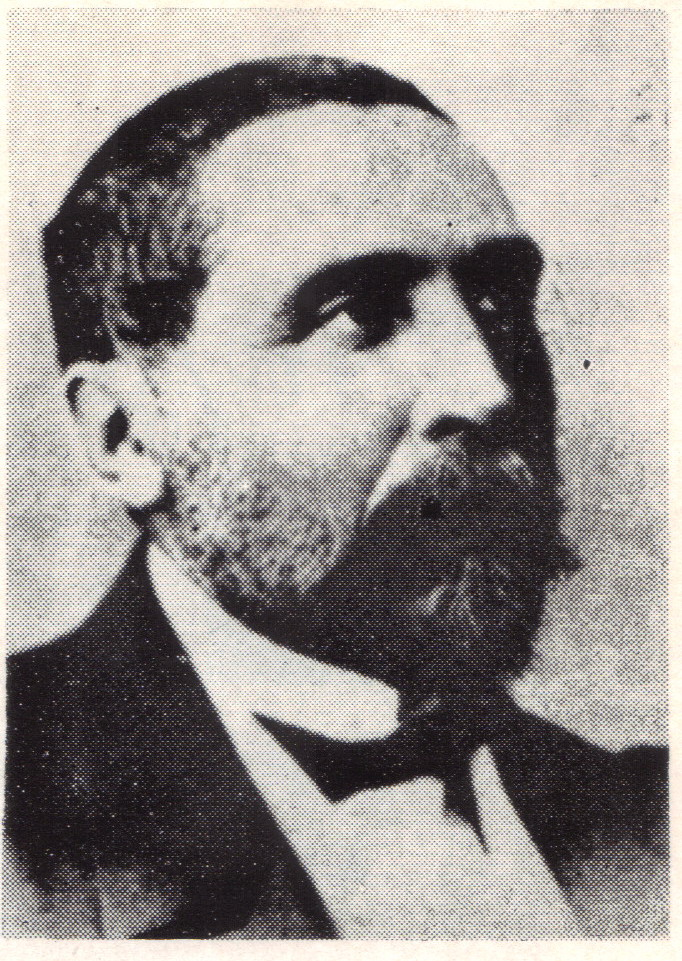
Ion Chica

Guvernul Ion Ghica (1) a fost un consiliu de miniștri care a guvernat Principatele Unite ale Moldovei și Țării Românești în perioada 11 februarie - 10 mai 1866.

## Componență
- Președintele Consiliului de Miniștri

Ion Ghica (11 februarie - 10 mai 1866)
- Ministrul de interne

Dimitrie Ghica (11 februarie - 10 mai 1866)
- Ministrul de externe

Ion Ghica (11 februarie - 10 mai 1866)
- Ministrul finanțelor

ad-int. Dimitrie A. Sturdza (11 - 16 februarie 1866)
Petre Mavrogheni (16 februarie - 10 mai 1866)
- Ministrul justiției

Ioan C. Cantacuzino (11 februarie - 10 mai 1866)
- Ministrul de război

Maior Dimitrie Lecca (11 februarie - 10 mai 1866)
- Ministrul cultelor

Constantin A. Rosetti (11 februarie - 10 mai 1866)
- Ministrul lucrărilor publice

Dimitrie A. Sturdza (11 februarie - 10 mai 1866)

## Articole conexe
- Guvernul Ion Ghica (Iași)
- Guvernul Ion Ghica (București)
- Guvernul Ion Ghica (1)
- Guvernul Ion Ghica (2)
- Guvernul Ion Ghica (3)
- Guvernul Dimitrie Ghica

## Sursă
- Stelian Neagoe - "Istoria guvernelor României de la începuturi - 1859 până în zilele noastre - 1995" (Ed. Machiavelli, București, 1995)

| Precedat(ă) de: Guvernul Nicolae Kretzulescu (2) | Guvernul Ion Ghica (1) 11 februarie - 10 mai 1866 | Succedat(ă) de: Guvernul Lascăr Catargiu (1) |